# Hernán Silva Arce
Pour les articles homonymes, voir Silva et Arce.
Hernán Silva Arce, né le 5 novembre 1948 et mort le 15 octobre 2017, est un arbitre chilien de football. Il fut arbitre international jusqu'en 1993.

## Carrière
Il a officié dans des compétitions majeures : 
- Coupe du monde de football des moins de 20 ans 1983 (1 match)
- Coupe du monde de football des moins de 20 ans 1985 (2 matchs)
- Coupe du monde de football de 1986 (1 match)
- Copa Libertadores 1987 (finale match d'appui)
- Supercopa Sudamericana 1988 (finale aller)
- JO 1988 (1 match)
- Copa América 1989 (2 matchs)
- Coupe du monde de football de 1990 (1 match)